# Marcus Acilius Alexander
Marcus Acilius Alexander war ein im 2. Jahrhundert n. Chr. lebender Angehöriger des römischen Ritterstandes (Eques).
Durch ein Militärdiplom, das auf den 2. April 134 datiert ist, ist belegt, dass Alexander 134 Kommandeur einer Cohors I Claudia Sugambrorum war, die zu diesem Zeitpunkt in der Provinz Moesia inferior stationiert war. Alexander stammte aus Palmyra.